# Rue Champeaux
La rue Champeaux  est une voie de la commune française de Troyes, dans le département de l'Aube.

## Situation et accès
Cette voie qui se trouve dans le centre ancien, le bouchon de Champagne, commence rue de la Monnaie et se termine place Alexandre Israel.

## Bâtiments remarquables et lieux de mémoire

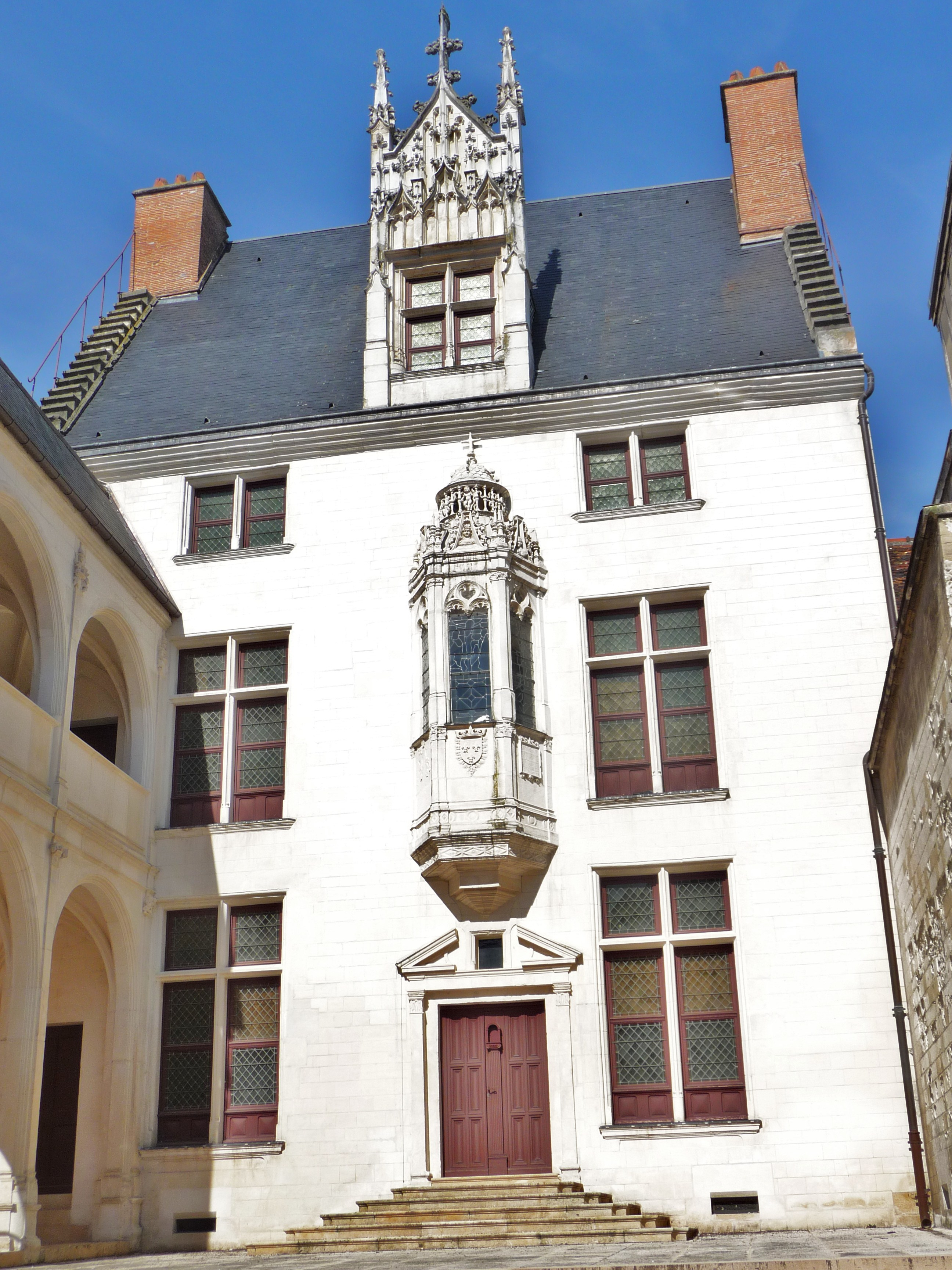
L'Hôtel des Ursins,
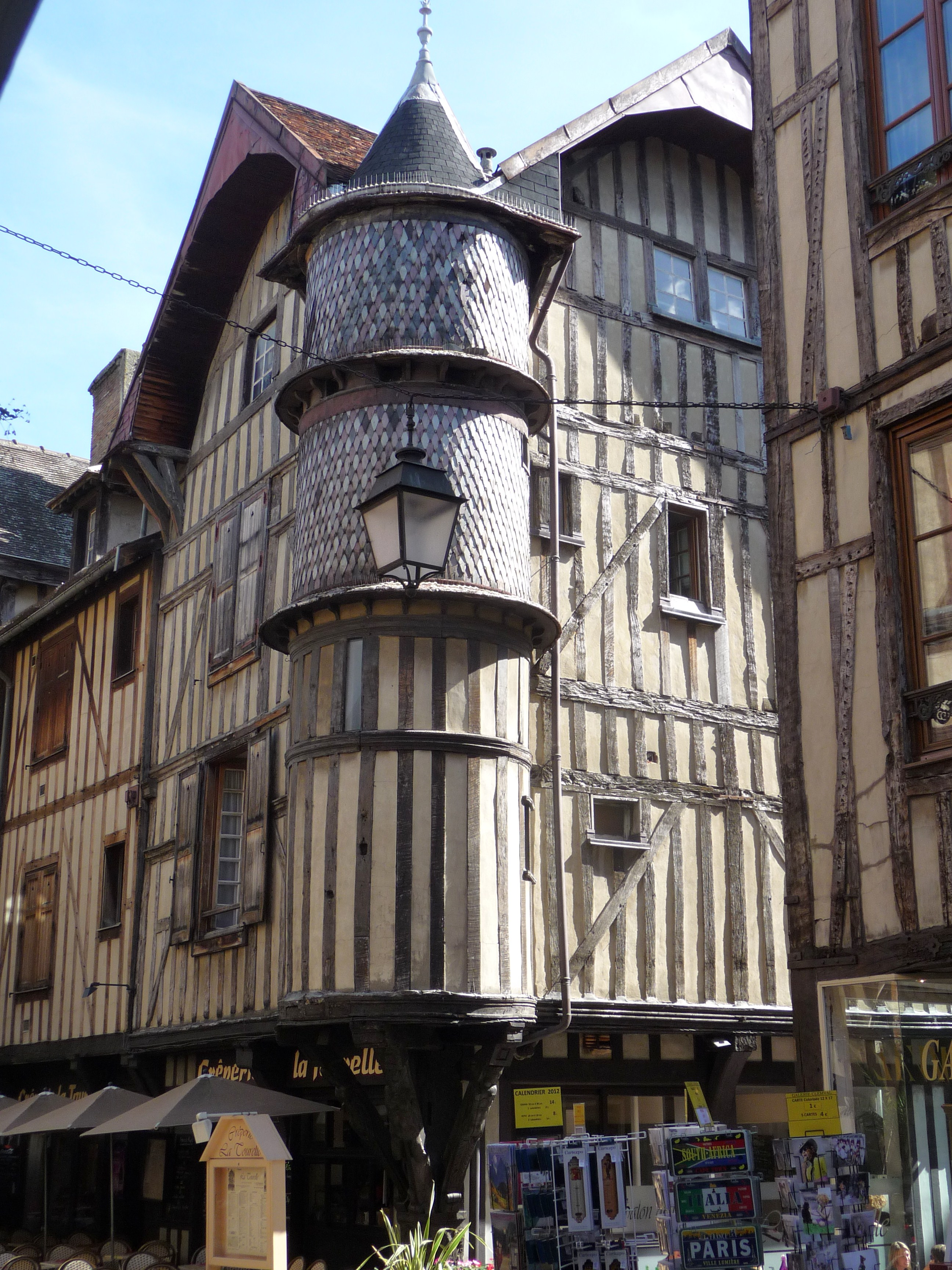
La Maison de l'Orfèvre au 9,
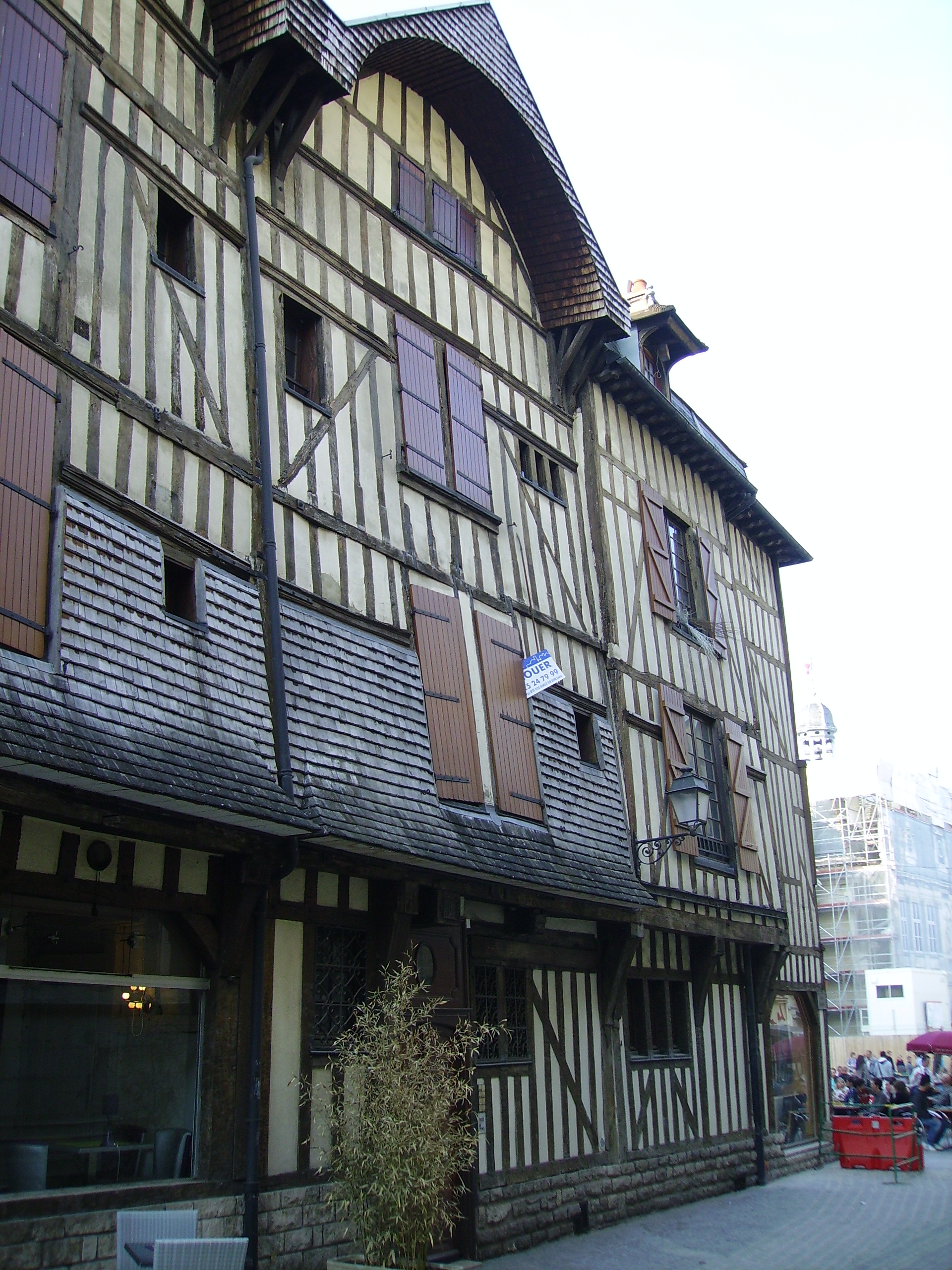
Maison à pan de bois du 2,
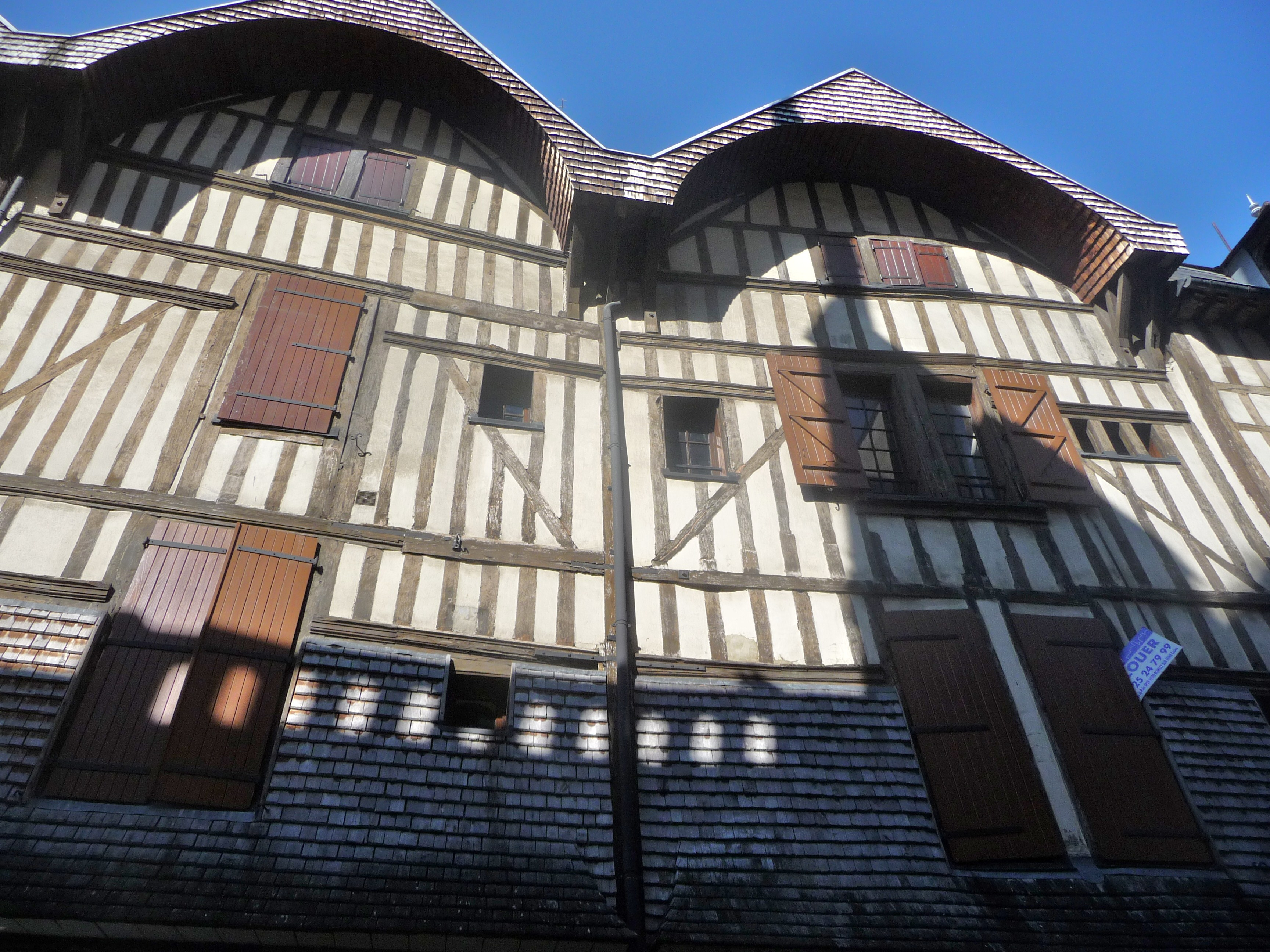
avec celle du 4.